# Fundente

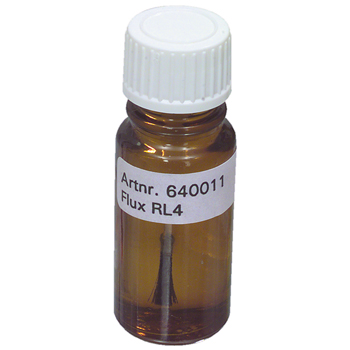
Frasco con fundente para soldadura de componentes SMD (Surface Mounting Device).

Un fundente, en metalurgia es un producto químico usado en los procesos de soldadura y en la fabricación de circuitos impresos y otros componentes electrónicos. Sirve, entre otras funciones, para aislar del contacto del aire, disolver y eliminar los óxidos que pueden formarse y favorecer la permeabilidad del material base por el metal de aportación fundido, consiguiendo que el metal de aportación pueda fluir y se distribuya homogéneamente. La composición del fundente de soldadura varía según el tipo de proceso de soldadura y el tipo de metal que se está soldando. Se suelen suministrar en forma de polvo, pasta o líquido y son mezclas de muchos componentes químicos, entre los que están los boratos, fluoruros, bórax, ácido bórico y los agentes mojantes.

## Técnicas sin fundentes
Existen casos en los que no se puede usar fundentes, como pueden ser en la electrónica para la industria aeroespacial o en los ensamblajes de sistemas microelectromecánicos (MEMS).

## Fundentes en metalurgia y en la fabricación de vidrio y cerámica
También reciben el nombre de fundentes una serie de sustancias que se emplean a escala industrial con el fin de rebajar la temperatura necesaria para la obtención de materiales metálicos y de sus aleaciones, así como de materiales cerámicos y de vidrio.